# Sông Chu
Sông Chu hay còn gọi là sông Lường (ngôn ngữ Tày, Thái gọi là Nậm Săm; nguyên gốc gọi là sông Sủ, người Pháp viết thành Chu), là phụ lưu lớn nhất của sông Mã. Bắt nguồn từ một vùng núi tây bắc Sầm Nưa ở Lào, chảy theo hướng tây bắc - đông nam, đổ vào bờ phải sông Mã ở Ngã Ba Giàng (Ngã Ba Đầu, Ngã Ba Bông), cách cửa sông 25,5 km. Dài 325 km, phần chảy ở Việt Nam là 159 km, đầu sông thuộc xã Thông Thụ, Quế Phong (Nghệ An); cuối sông  thuộc xã Thiệu Thịnh, Thiệu Hóa  (Thanh Hóa). Diện tích lưu vực 7.580 km², phần ở Việt Nam 3.010 km²; cao trung bình 790 m, độ dốc trung bình 18,3%; mật độ sông suối 0,98 km/km². Tổng lượng nước 4,72 km³ ứng với lưu lượng trung bình năm 148 m³/s và môđun dòng chảy năm 18,2 l/s.km². Tại Mường Hinh, lưu lượng trung bình năm 91 m³/s ứng với môđun dòng chảy năm 17,1 l/s.km². Trên Bái Thượng, lòng sông hẹp và nhiều thác ghềnh, đá ngầm, đá nổi, vận chuyển trên sông chủ yếu bằng bè, mảng; từ Bái Thượng thuyền độc mộc mới qua lại được nhưng cũng rất khó khăn vì còn nhiều đá ngầm. Tàu thuyền chỉ đi lại được ở hạ lưu khoảng 96 km (đoạn Ngã Ba Đầu-Bản Don).

## Công trình thủy lợi, thủy điện
Năm 1921 đến 1929, Pháp đã xây dựng đập dâng nước Bái Thượng dài 160 m, cao 23,5 m, tưới cho hơn 50 nghìn ha đất ruộng hai vụ của Thanh Hoá, những năm 1990 đập được sửa chữa lại để đảm bảo an toàn.
Hiện trên sông Chu có 5 công trình thủy điện:
• Tại tỉnh Thanh Hóa:
- Thủy điện Cửa Đạt 19°52′53″B 105°16′40″Đ / 19,88139°B 105,27778°Đ công suất 97 MW, tại làng Cửa Đặt xã Vạn Xuân, huyện Thường Xuân, tỉnh Thanh Hóa, hoàn thành 2010 [4].
- Thủy điện Bái Thượng công suất 6 MW, tại đập Bái Thượng xã Xuân Bái, huyện Thọ Xuân, tỉnh Thanh Hóa, hoàn thành 2016 [5].
- Thủy điện Xuân Minh công suất 15 MW, tại thôn Xuân Minh thị trấn Thường Xuân, huyện Thường Xuân, tỉnh Thanh Hóa, hoàn thành 2018 [5].

•Tại Nghệ An:
- Thủy điện Đồng Văn công suất 28 MW xã Đồng Văn huyện Quế Phong tỉnh Nghệ An.
- Thủy điện Hủa Na công suất 180 MW xã Đồng Văn huyện Quế Phong